# Joseph Henfling
Joseph Henfling, auch Josef Henfling oder Angelicus Henfling (* 15. Februar 1877 in Auerbach in der Oberpfalz; † 2. November 1950 in Kloster Ettal) war ein deutscher Landschafts- und Porträtmaler und Ordensbruder in der Benediktinerabtei Ettal.

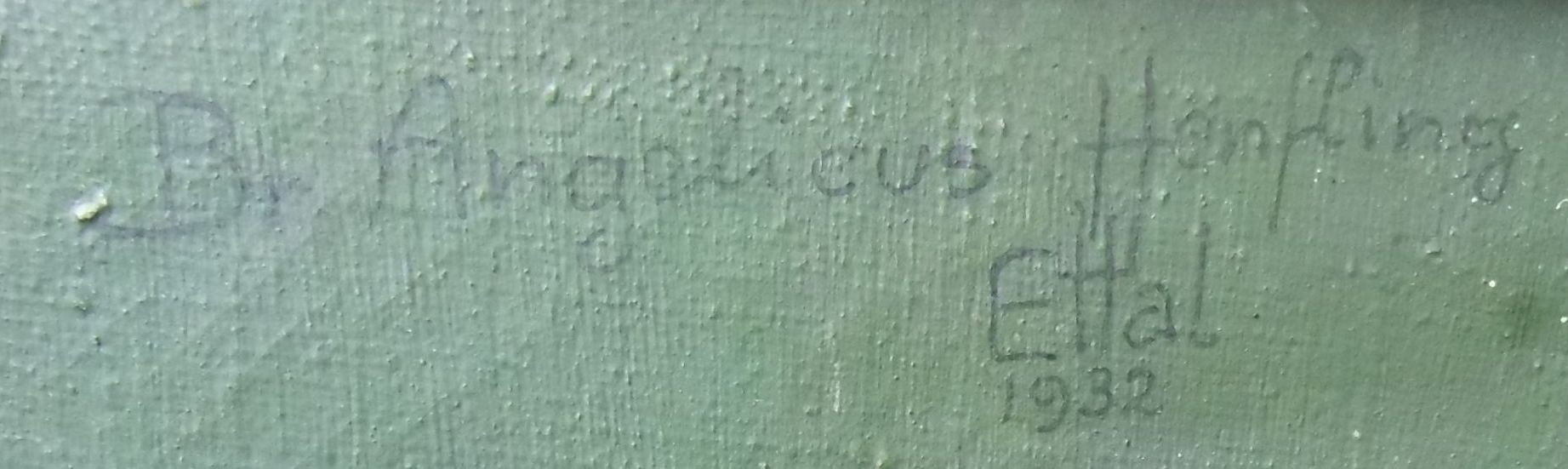
Signatur auf einem Gemälde von Joseph (Angelicus) Henfling, 1932

## Leben
Henfling, geboren im Haus Nummer 104a (heute Unterer Markt 2) als Sohn eines Kirchen- und Dekorationsmalers im oberpfälzischen Auerbach, besuchte ab 1892 vier Jahre lang die Kunstgewerbeschule Nürnberg bei Karl Raupp und dann von 1896 bis 1903 die Kunstakademie München, wo er zuletzt Meisterschüler bei Wilhelm von Diez war. Nach Studienreisen in Italien 1905 und Griechenland konnte er sich als Mitglied durch Aufträge der Gesellschaft für christliche Kunst und regelmäßige Ausstellungen im Münchner Glaspalast einen Namen als Kunstmaler machen.
Im Ersten Weltkrieg war er Kriegsfreiwilliger. Danach malte er hauptsächlich Landschaften in Tirol. Bei einem Aufenthalt in der Benediktinerabtei Beuron entdeckte er seine Neigung für das Mönchsleben. 1929 trat er, bereits 52 Jahre alt, in das Kloster Ettal ein. Am 13. Juli 1931 legte er die heiligen Gelübde ab und nahm seinen Ordensnamen als Zeichen der Verehrung des Renaissancekünstlers Fra Angelico an.
Als Mönch setzte er seine künstlerische Tätigkeit fort und schuf, vor allem in Ettal selbst, zahlreiche Landschaftsbilder, sowie Porträts zahlreicher lebender Personen, und ferner zwei große Gemälde im Studiersaal I des Internats und Kopien von Porträts der Alt-Ettaler aus der Zeit der Benediktinischen Ritterakademie von 1711 bis 1744. Auch in anderen Klöstern konnte er seine Kunst verwerten. Im Prälatensaal von Kloster Scheyern malte er 14 Abtporträts und im Griechischen Kolleg in München die Bilder der Ikonostase. Das Refektorium in Weltenburg und den Herrenchor in Scheyern schmückte er mit Fresken aus. Zudem hatte er Talente als Sänger, Violin- und Gitarrespieler und als Erzähler.
Von einem Schlaganfall am 15. Juni 1950 erholte er sich nicht mehr und verbrachte die Monate bis zu seinem Tode im Krankenzimmer, ohne seinen Humor zu verlieren. Zahlreiche seiner Bilder haben heute einen Ehrenplatz in den Ettaler Abteigebäuden. Auch im Archiv seiner Heimatstadt Auerbach finden sich einige Bilder Henflings, die sein Bruder der Stadt 1957 übergeben hatte.

## Werke (Auswahl)
- Der Hering Vetter. Ein Auerbacher Original (Ölgemälde), 1893
- Porträts Auerbacher Bürgermeister (u. a. L. Neumüller, J. Neumüller, M. Fellner)
- Porträts Ettaler Personen
- Selbstbildnis (Rückseite: Fliederstrauß), vor 1931 (Archiv der Stadt Auerbach)
- Essende Knaben (Ölgemälde), 1906, nach Murillo
- Knaben beim Würfelspiel (Ölgemälde), 1909, nach Murillo
- Blick auf Schlehdorf am Kochelsee und den Herzogstand (Ölgemälde), vor 1931[2]
- Selbstbildnis (Skizze), 1936
- Heiliger Nepomuk (Pfarrkirche Auerbach)
- Blick von der Hasenkopfscharte durch das Graswangtal (Ölgemälde), 1938
- Ansicht des Klosters Ettal vom Abhang des Mühlberges aus gesehen (Ölgemälde), 20. April 1943
- Fresken im Refektorium Weltenburg
- Fresken im Herrenchor Scheyern